# Johannes Helm (Heimatforscher)
Johannes Helm (* 9. September 1921 in Öpitz; † 11. Juni 1998 in Müllheim) war ein Pädagoge und Heimatforscher des Markgräflerlandes.

## Leben
Helm kam während des Zweiten Weltkrieges 1944 für kurze Zeit nach Badenweiler. Nach der Entlassung aus der Gefangenschaft absolvierte er eine Lehrerausbildung an der pädagogischen Akademie in Lörrach. Nach der Ausbildung wurde er Lehrer in Badenweiler und dann im heutigen Badenweiler Ortsteil Schweighof. 1966 kam er wieder nach Badenweiler, wo er Rektor der Grund- und Hauptschule wurde.
1951 übernahm er das Amt eines Kreispflegers für Ur- und Frühgeschichte im damaligen Landkreis Müllheim und bot Führungen durch die Römerbadruine Badenweiler an, die später auch auf die evangelische Kirche und die Burgruine ausgedehnt wurden. 1960 wurde er auch Kreisbeauftragter für den Naturschutz.
Von 1963 bis 1966 war Helm Schriftleiter der Zeitschrift „Das Markgräflerland“ des Geschichtsvereins Markgräflerland. Helm wurde zum Ehrenmitglied der Geschichtsvereins gewählt. Er publizierte überdies zahlreiche heimatgeschichtliche Beiträge in der Badenweiler Kurzeitung, der Badischen Zeitung und der Monatszeitschrift des Hebelbundes Müllheim, „Die Markgrafschaft“.
Sein Hauptwerk ist der 1986 (und 1989 in 2. überarbeiteter und ergänzter Auflage) erschienene Band Kirchen und Kapellen im Markgräflerland – ein Inventar der noch existierenden und abgegangenen kirchlichen Bauten, an dem er 30 Jahre lang gearbeitet hatte und das weiterhin als Hauptnachschlagewerk zu diesem Thema gilt.

## Ehrungen
Im Jahr 1997 gehörte Helm zu den Empfängern der Heimatmedaille des Landes Baden-Württemberg.

## Werke
Im Autorenverzeichnis der Zeitschrift Das Markgräflerland finden sich 30 Artikel von Helm, und das Werkverzeichnis bei Regesta Imperii weist sechs Monografien auf, die er geschrieben oder an denen er mitgewirkt hat. Das Hauptwerk ist:
- Die existierenden, verschwundenen und aufgegebenen Kirchen und Kapellen im Markgräflerland und in den angrenzenden Gebieten des ehemals vorderösterreichischen Breisgaues sowie des hochstiftbaselischen Amtes Schliengen, Müllheim 1986, ISBN 3-921709-16-4.

Über den Ortsteil Schweighof verfasste er eine Chronik:
- Schweighof und die Sirnitzhöfe, Badenweiler 1992, ISBN 3-92-3066-32-5.